# Mabel Rivera
Mabel Rivera (ur. 20 czerwca 1952 w Ferrol) — hiszpańska aktorka filmowa i telewizyjna. Za rolę Manueli w oscarowym filmie W stronę morza została uhonorowana nagrodą Goya.

## Filmografia
Seriale TV
- 1995: Pratos combinados jako Balbina Santos
- 2008: Futuro: 48 horas
- 2009: Conexao

Filmy
- 2004: W stronę morza jako Manuela
- 2007: Hotel Tivoli jako Josefa
- 2008: Winda (film) jako Babka Claudii
- 2011: Wilczy obłęd jako Rosa